# Az általános érzéstelenítés története

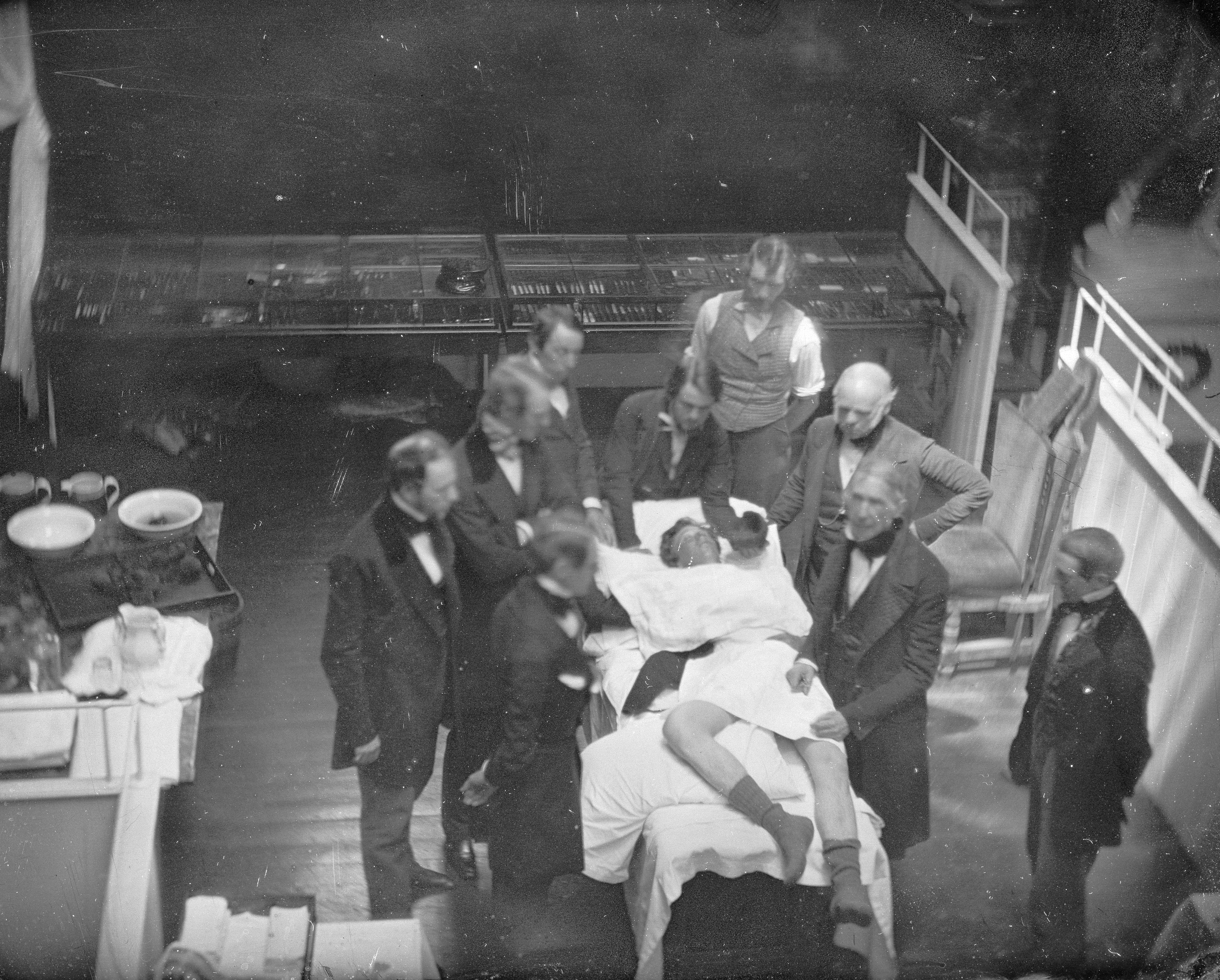
Az általános érzéstelenítés első nyilvános bemutatójának rekonstruálása. Az eredeti bemutatót 1846. október 16-án tartotta William T. G. Morton a bostoni Massachusetts General Hospitalban.

Az általános érzéstelenítés vagy más néven az anesztézia története egyidős az emberiséggel, hiszen már az őskorban is használtak gyógynövényeket azért, hogy a megbetegedett ember érzéketlen legyen és könnyebben elviselje a fájdalmat. Az írott történelem során számos feljegyzés tanúskodik az általános érzéstelenítés állapotát előidézni kívánó kísérletekről, a sumerektől, babilóniaiaktól és asszíroktól kezdve az ókori Egyiptomon és görögökön, az Indus-völgyi civilizáción és az ősi Kínán át. Az európai középkorban, amely egybeesett az iszlám világ aranykorával, a tudósok nagy eredményeket értek el az iszlám tudomány és az orvostudomány területén, míg az európai tudósok részben az iszlám eredményekre, részben saját kutatásaikra alapozva szintén jelentős előrelépéseket tettek az orvoslásban.
Az európai reneszánsz idején számottevő eredmények születtek az emberi anatómia és a műtéti technikák területén, amelyek ellenére az élő embereken végzett sebészeti beavatkozás – a műtét – még mindig kockázatosnak számított és csak a legvégső esetben folyamodtak hozzá. Ennek jórészt az volt az oka, hogy a műtéttel elkerülhetetlenül együtt járó fájdalom miatt a betegek inkább a halált vagy a gyógyítás más módját választották, mintsem hogy alávessék magukat a műtétnek. A tudományos körökben nagy vita zajlott arról, hogy ki érdemli meg az elismerést az általános érzéstelenítés felfedezéséért, viszont mára általános egyetértés alakult ki azon a téren, hogy a 18. század végén és a 19. század elején elért tudományos eredmények járultak hozzá a modern érzéstelenítési eljárások kifejlesztéséhez és fokozatos bevezetéséhez.
A 19. század vége felé két jelentős ugrás történt az orvostudomány terén, amelyek együtt lehetővé tették a mai értelemben vett műtétek megjelenését. Az első a kórokozók szerepének felismerése volt a fertőzések terjesztésében, amely igen gyorsan vezetett a fertőtlenítési eljárások kifejlesztéséhez és bevezetéséhez (amelynek egyik úttörője a magyar Semmelweis Ignác volt, de az antiszeptikus eljárások jelentőségét és bevezetését csak Joseph Lister angol sebész meggyőző munkája nyomán fogadta el a korabeli orvostársadalom 1877-től kezdődően. A beteg szervezetében már jelenlévő kórokozók elleni harc (antiszepszis) helyét hamarosan felváltották azok a módszerek, amelyek a kórokozót a betegtől távol kívánták tartani (aszepszis), ami magával hozta a műtéti halandóság és halálozási arány jelentős csökkenését az ezt megelőző korokhoz viszonyítva. A fiziológia és a gyógyszerészet terén bekövetkező jelentős haladás pedig a fájdalomcsillapításban és az általános érzéstelenítés során használható szerek kifejlesztéséhez vezettek.
A 20. század során az általános érzéstelenítés biztonságát és hatékonyságát nagymértékben javították a légcsőn keresztüli intubálás és más, a légutak szabad tartását biztosító technikák kifejlődése. Jelentős előrelépés történt a páciensek életjeleinek műtét alatti monitorozását lehetővé tévő berendezések terén, illetve az általános érzéstelenítés állapotát kiváltó újabb gyógyszereket fejlesztettek ki, a korábbiakhoz képest jóval kedvezőbb farmakokinetikus és farmakodinamikus jellemzőkkel. Nem utolsósorban speciális képzési programokat indultak az anesztéziát végrehajtó szakorvosok, az aneszteziológusok és az érzéstelenítés folyamatában segítő nővérek képzésére.

## Etimológia
Az anesztézia szó a görög αν-, an-, "nélkül"; és αἴσθησις, aisthēsis, "érzés" szavak kombinálásával keletkezett, elsőként 1846-ban Oliver Wendell Holmes (1809–1894) javasolta használatát az érzéstelenítés során bekövetkező állapot, illetve maga a folyamat megnevezésére. Azonban maga a szó nem teljesen új: az ókori görögök időnként már használták, többek között a herbalista, orvos és sebész Dioszkoridész (Kr. u. kb. 40–90). De szerepelt a szó egy 1724-es angol szótárban is (Bailey’s English Dictionary), amely az „érzékelés hiánya”-ként definiálta a szó jelentését.
A magyar nyelvben használatos mind az anesztézia, mind az ennek tükörfordításaként keletkezett érzéstelenítés, érzéketlenség (előbbi magát a folyamatot, míg utóbbi az állapotot jelzi).

## Érzéstelenítés a történelem során

### Őskor
Az általános érzéstelenítés állapotának előidézésére feltehetően gyógynövényeket vagy azok főzetét alkalmazták az őskorban. Az első ismert, ember által előállított szedatív (nyugtató) kémiai anyag az etanol (etil-alkohol, alkohol), amit már évezredekkel ezelőtt Mezopotámiában is alkalmaztak.

### Ókor

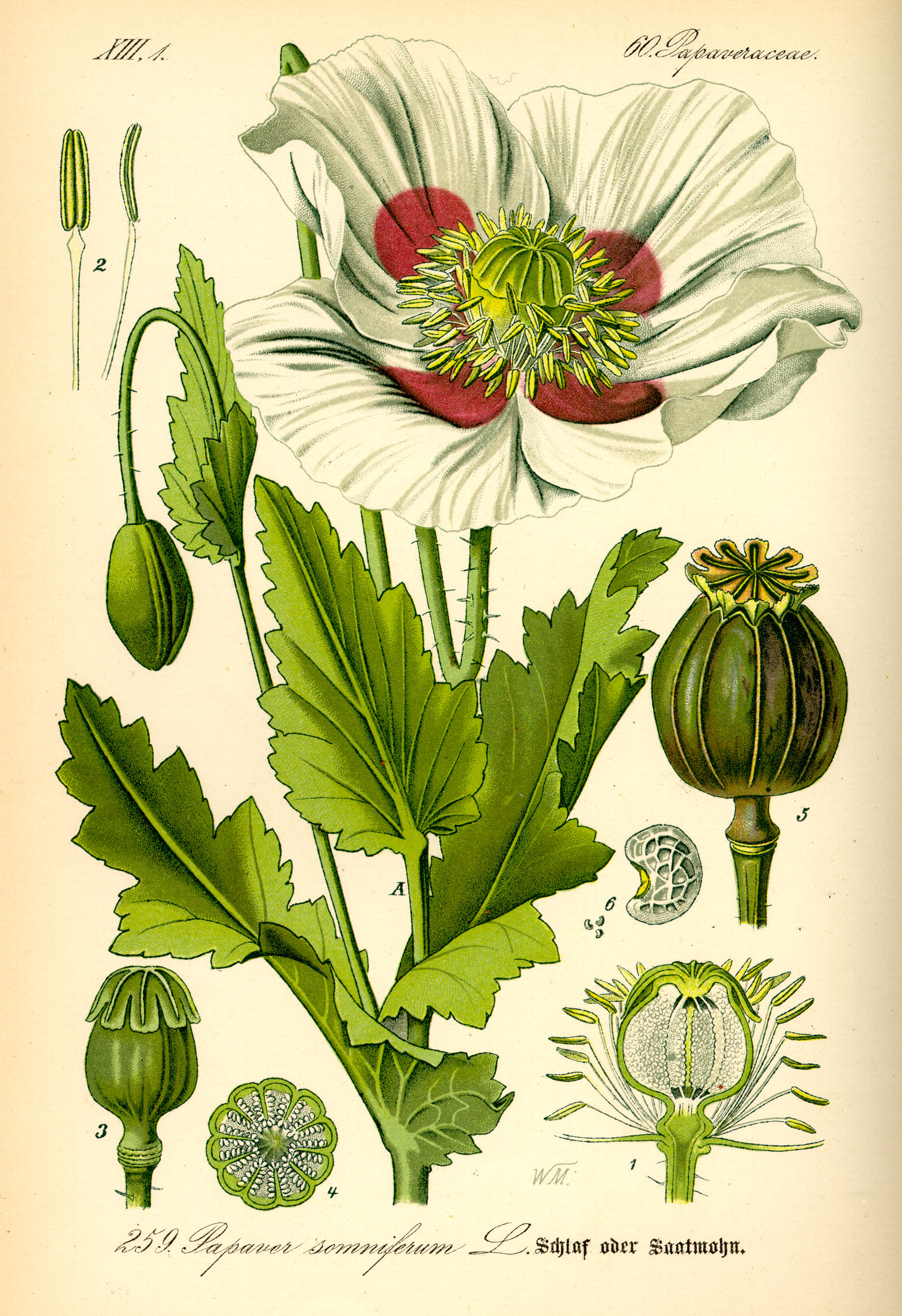
Az ópium előállításához termesztett mákfajta, a Papaver somniferum

A sumerek feltehetően már Kr. e. 3400 évvel termesztették Mezopotámiában az ópium alapjául szolgáló növényt, az álomhozó mákot (Papaver somniferum), bár ezt egyes szerzők kétségbe vonják. Az egyik legősibb utalás az ópiumra a Kr. e. harmadik évezredből származó, ékírásos táblán maradt fenn. A táblát 1954-ben fedezték fel a Nippurnál folytatott ásatások során, jelenleg a Pennsylvania Egyetem Régészeti és Antropológiai Múzeumában őrzik. A tábla feliratát Samuel Noah Kramer és Martin Leve fejtették meg, ez jelenleg az egyik legősibb, gyógyszerkészítéssel foglalkozó szöveg. Az ebből a korból származó ékírásos sumer táblákon gyakran szerepel egy ideogram, amelyet "hul gil"-ként írtak át, jelentése "a boldogság növénye" és többek szerint ez direkt utalás a mákra és az ópiumra. A világ számos részén még ma is használják a gil-t az ópium megnevezésére. Nidaba vagy Niszaba istennőt is gyakran ábrázolták a sumerek a vállából kinövő mákgubókkal.
Kr. e. második évezred elején a sumérok birodalma lehanyatlott, területük az Óbabiloni Birodalom fennhatósága alá került. Ezzel együtt a mák termesztésének, az ópium kinyerésének és orvosi felhasználásnak, narkotikus hatásának ismeretei a babiloni kultúra részévé váltak. Mivel a Babilon Birodalom keleten a mai Irán, nyugaton Egyiptom területére is kiterjedt, az ópium felhasználása megjelent ezekben a civilizációkban is. A brit régész és ékírásszakértő Reginald Campbell Thompson megállapította, hogy a Kr. e. 7. században az asszírok is ismerték az ópiumot. Az ópiumra utaló "Arat Pa Pa" kifejezés előfordul a Kr. e. 650-re datált asszír ékírásos táblákon (az „Asszír Gyógynövényes Könyvben”) és Thompson szerint ez a kifejezés lehet az etimológiai alapja a latin "papaver" (mák) szónak.
Az ókori egyiptomi orvosok már használtak bizonyos sebészeti eszközöket, valamint kezdetleges fájdalomcsillapító, nyugtató gyógynövény-készítményeket, többek között mandragóra bogyóinak kivonatát. Az ópium elkészítésére és felhasználására elsőként egy, a XVIII. dinasztia idejéből (Kr. e. 1550-1292) származó orvosi témájú papirusz (az Ebers-papirusz) utal. Az ókori Görögországban Nüx (éjszaka), Hüpnosz (álom, Nüx fia) és Thanatosz (halál, Hüpnosz ikertestvére) isteneket ábrázolták időnként mákkal a kezükben. Ennek hiányában az orvosok, elsősorban a körülmetélések alkalmával, úgy érzéstelenítették a gyermekeket, hogy félig megfojtották őket.
Hérodotosz említette, hogy a szkíták kábulatot idéztek elő a sebészeti beavatkozások előtt egy kenderféle növény füstjének belélegzésével. De feltehetően hasonló gyakorlatot folytattak a delphoi jósda papnői, akik szintén gázokat lélegeztek be, de teljesen más céllal.
Az ópium elterjedése előtt az Indus-völgyi civilizáció és az ősi Kína területén fedezték fel és kezdték használni a kannabiszt orvosi célokra. A Kr. e. 400 körül keletkezett "Sushruta Samhita", amely az ájurvédikus orvoslásról és a sebészetről szólt, a kannabiszkivonattal kezelt bor ajánlotta érzéstelenítési célokra. Az ópium maga csak a Kr. u. 8. században jelent meg Indiában az arab kereskedők révén, majd innen terjed tovább Kínába.

### Kína

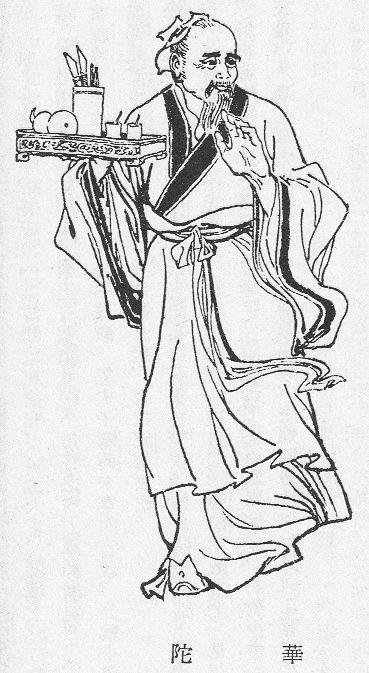
Hua Tuo, kínai sebész Kr. e. 200 körül

Pien Csüe (扁鹊, Bian Que) volt az első kínai orvos és sebész, akinek a neve a feljegyzésekben ránk maradt. Pien Csüe sebész volt, aki feltehetően Kr. e. 8. században élt és már általános érzéstelenítést használt. Kr. e. 250 körül a Han Fej-ce (Han Feizi), a Kr. e. 109-91 között íródott „A történetíró feljegyzései” valamint a Han-dinasztia idején összeállított Lie-ce (Liezi) feljegyezte, hogy Pien Csüe egyidejű szívátültetést hajtott végre két, "Lu" és "Csao" néven említett személyen. A műtét előtt egy „mérgező” italt adott nekik, amitől három napra kómába estek, mialatt Pien Csüe kicserélte a szíveiket.
Hua Tuo (华佗， Kr. e. kb. 145-208) szintén egy kiemelkedő belgyógyász volt a Han-dinasztia idején.  A három királyság regényes története (Szan-kuo-csi, Kr. u. 220-280) és a Kései Han-dinasztia története (Kr. u. kb. 430) című források alapján Hua Tuo általános érzéstelenítés alatt hajtott végre műtéteket, a betegeknek a saját maga által kifejlesztett, borral kevert gyógynövénykivonatot adta (mafeisan, 麻沸散). Hua Tuo állítólag még olyan komoly műtéti beavatkozásokat is végrehajtott a mafeisan segítségével, mint az emésztőrendszer egy részének eltávolítása. A műtét előtt szájon át adta be a borban elkevert kivonatot, amely eszméletlenséget eredményezett, illetve feltehetően blokkolta az ideg–izom ingerületáttevődést.
A mafeisan összetétele, csakúgy, mint Hua Tuo összes orvosi ismerete elveszett az utókor számára, amikor halála előtt elégette kéziratait. A gyógynövénykivonat összetételét sem A három királyság regényes története, sem A késő Han története nem tartalmazta. Mivel azonban a konfuciánus tanítások alapján az emberi testet szentnek tartották és a sebészi beavatkozások viszont ezt a testet csonkolták, a sebészeti beavatkozásokat Kínában erősen elítélték. Hua Tuo állítólagos sikerei ellenére, halála után a műtéti beavatkozások abbamaradtak az ősi Kínában.
Az általa kifejlesztett mafeisan neve a kínai ma (麻, jelentése "kannabisz, kender, zsibbadt vagy bizsergő"), fei (沸, jelentése "forró vagy bugyogó") és san (散, jelentése "összetörni, szétszórni" vagy "por alakú orvosság") szavakból származik. Ebből következik, hogy a mafeisan jelentése "kannabisz forraló por" lehetett. A hagyományos kínai orvoslás és a kínai történelem számos kutatója próbálta kitalálni a mafeisan összetételét és előállítani a keveréket, de máig nem sikerült azt rekonstruálni. Mindenesetre a kutatások alapján azt feltételezik, hogy az eredeti recept a következő gyógynövények valamilyen kombinációját tartalmazta: 
- bai zhi (白芷， Orvosi angyalgyökér),
- cao wu (草烏, Aconitum kusnezoffii, Aconitum kusnezoffii),
- chuān xiōng (川芎，Ligusticum wallichii),
- dong quai (当归, Kínai angyalgyökér (Angelica sinensis),
- wu tou (烏頭, Aconitum carmichaelii"),
- yang jin hua (洋金花, Flos Daturae metelis, Csattanó maszlag),
- ya pu lu (Mandragora officinarum)
- rododendronvirág,
- jázmingyökér.

Egyesek szerint a keverékben volt még hasis, a kannabiszból készített bhang, shang-luh, vagy ópium is. Victor H. Mair szerinte a mafei "a valamelyik indoeurópai nyelvből származó, a "morfin"-hez kapcsolódó szó átírásának tűnik." Mások szerint Hua Tuo a műtét alatti érzéstelenítést akupunktúra segítségével érte el és a mafeisannak vagy semmi köze nem volt az érzéstelenítéshez, vagy csak kiegészítette az akupunktúrát. A rengeteg kísérlet ellenére a mafeisan modern rekonstrukciói nem érték el azt a hatékonyságot, amelyet állítólag Hua Tuo keveréke, amely amúgy is hatástalannak tűnt komoly sebészeti beavatkozások esetén.
Az ókorból ismeretesek még a boróka bogyóiból, valamint a kokacserje leveleiből készített fájdalomcsillapító készítmények is.

### Középkor és reneszánsz
Középkori arab és perzsa orvosok lehettek az elsők, akik szájon át és belélegzéssel adagolt érzéstelenítőket alkalmaztak. Firdauszí perzsa költő (940–1020) az Abbászida Kalifátus idején élt és Sáhnáme című költeményében leír egy császármetszést, amelyet Rudábán hajtottak végre. A műtét előtt érzéstelenítés gyanánt egy különleges bort itattak a nővel, amit egy zoroasztriánus készített el. Bár a Sáhnáme a perzsa mondavilágra épül, a fenti részlet arról tanúskodik, hogy az általános érzéstelenítés elve már megjelent az ókori Perzsiában, még akkor is, ha megvalósítása feltehetően nem volt minden esetben sikeres.
A Damaszkuszban született Abu al-Kaszim al-Zahrávi (936-1013) sebész, aki Andalúziában élt, Kr. u. 1000-ben kiadta 30 kötetes Kitab al-Taszríf (Orvosi ismeretek) című művét. Az értekezés orvosi tüneteket, kezeléseket, farmakológiai leírásokat tartalmaz, míg utolsó kötete olyan sebészeti műszereket és eljárásokat ismertet, amelyről sokáig azt hitték, hogy a modern orvostudomány vívmányai. Többek között ebben a könyvbe ír a műtétek során használt általános érzéstelenítés használatáról. Avicenna vagy Ibn Szína kb. 1020 körül számolt be a belélegezhető altatókról a Kánon (al-Kánún fí Tíb, Az orvoslás törvénye) című művében. A Kánon megemlíti az „altató szivacsot”, amelyet aromákkal és narkotikumokkal itattak át és a műtét alatt a beteg orra alá kellett tartani. A szintén andalúziai Ibn Zúr vagy Avenzoar (1091–1161) 12. századi főművében, az al-Taiszír-ban szintén beszámol az általános érzéstelenítés használatáról. Ez a három orvos feltehetően jó példa arra, hogy a középkori muszlim orvostudományban széles körben elterjedt lehetett a narkotikumokkal átitatott szivacsok és a belélegezhető érzéstelenítők használata. Az ópium Kisázsiából érkezett Európába a 10. és 13. század között.
Angliában 1250 és 1500 között egy dwale nevű keveréket használtak fájdalomcsillapításra. Ez a keverék epét, ópiumot, salátát, Fehér földitök és bürök kivonatát tartalmazta. Elsősorban a bürök, illetve a többi összetevő együttes, mérgező hatásának köszönhetően, a beteg gyakran még a műtét alatt meghalt. Abban az esetben, ha mégis túlélték a beavatkozást, az orvosok úgy élesztették fel a pácienseket, hogy ecetet és sót dörzsöltek az arcukra. A dwale számos irodalmi forrásban is felbukkan, többek között Shakespeare Hamletjében és John Keats Óda a csalogányhoz című költeményében.

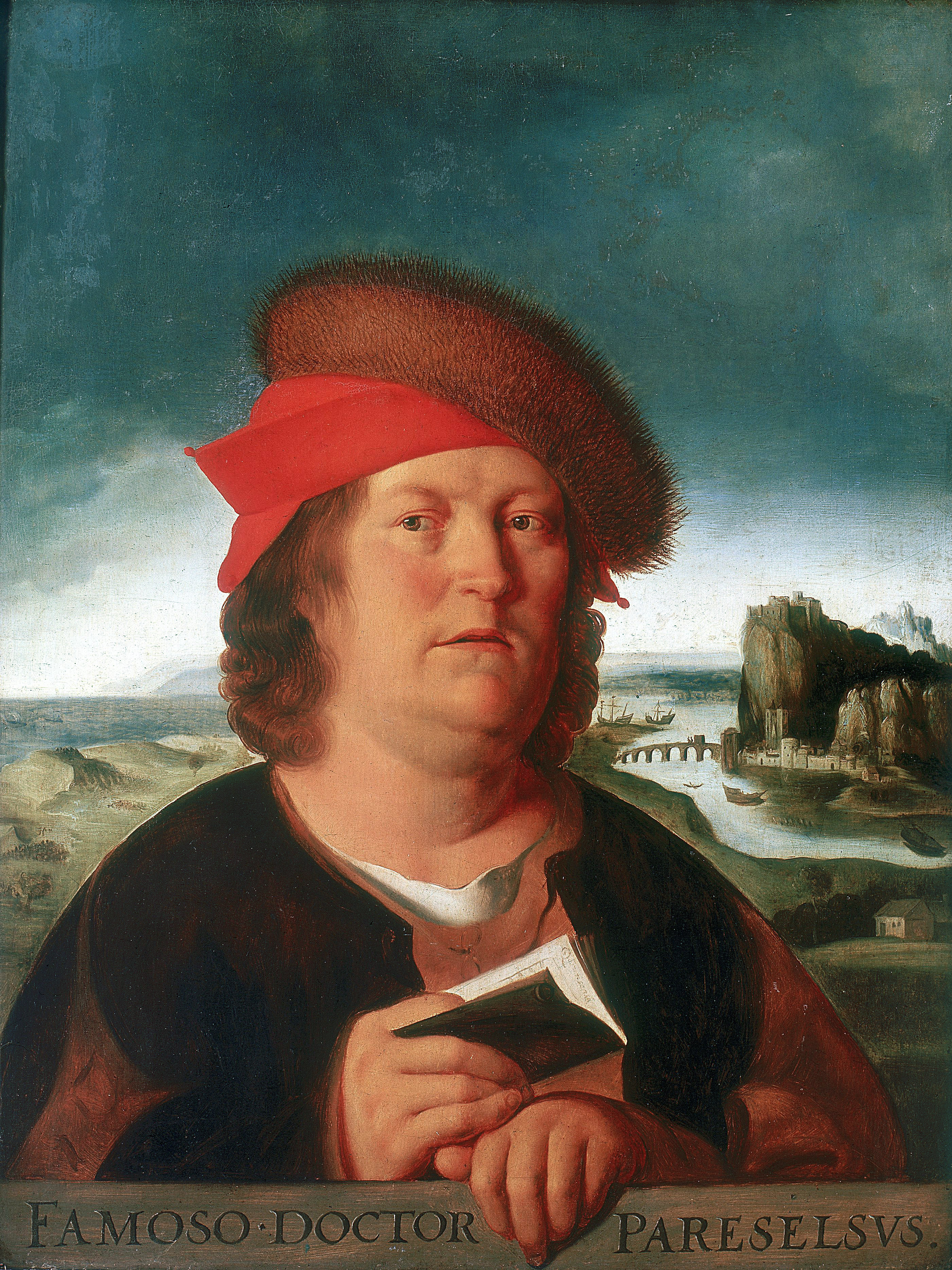
Paracelsus volt az első, aki leírta az éter érzéstelenítő, fájdalomcsillapító hatását.

A 4. században Szent Hilár, poitiers-i püspök (315-367) számolt be közel-keleti száműzetése során olyan készítményekről, amelyek „elaltatták a lelket”. Feltehetően a térségben érzéstelenítéshez használt keverékről írt. Pszeudo-Apuleiusz, aki az 5. században orvosi szövegeket szerkesztett, arról írt, hogy „ha valakinek bármelyik végtagját csonkítani, égetni vagy fűrészelni kell, hadd igyon meg egy unciát borral, és hadd aludjon bármilyen érzés vagy fájdalom nélkül, amíg a tagot le nem vágják.”
A későbbi középkori orvosok közül egyesek meglepően leleményesek voltak: Villanovai Arnold (kb. 1238 – kb. 1310) a neki tulajdonított könyvben számos orvosságot és készítményt leír, amely érzéketlenné teszi a pácienst, akit így „meg lehet vágni és mégsem érez semmit, mintha halott lenne”. A sebészeti beavatkozásokhoz ópium, közönséges mandragóra és nadragulya keverékét ajánlotta.
Arnold receptjét a luccai Teodoric szerzetes fejlesztette tovább, aki az ópium-mandragóra keverékhez enyhén hallucinogén anyagokat (fejes saláta, repkény, faeper, sóska levét) adott és ezekkel itatott át egy szivacsot, amit a páciens orra alá kellett tartani. A széles körű kísérletezés ellenére azonban a középkorban inkább csak vágyakoztak az érzéstelenítésre, mint sikeresen elérték ezt az állapotot.

### Éter
Bár egyesek Ramon Llull alkimista nevéhez fűződik a dietil-éter (a köznyelven csak éter) előállítása, de mégis Theophrast von Hohenheim (1493–1541), ismertebb nevén Paracelsus volt az első, aki felfedezte az éter fájdalomcsillapító, bódító hatását 1525 körül. Az étert először 1540-ben Valerius Cordus szintetizálta, aki szintén feljegyezte az orvoslásban hasznos tulajdonságait. Cordus az étert oleum dulce vitrioli-nak nevezte, amely tükrözte az előállítás módját: alkoholt kénsavval melegített (utóbbi régies neve vitriol, óleum). August Sigmund Frobenius adta az anyagnak ma is használatos nevét, amikor Spiritus Vini Æthereus-nak nevezte el 1730-ban.

### 18. század
Joseph Priestley (1733–1804) angol tudós fedezte fel a dinitrogén-oxidot (kéjgáz), illetve a nitrogén-monoxidot, az ammóniát, a hidrogén-kloridot és (Carl Wilhelm Scheele és Antoine Lavoisier mellett) az oxigént. 1775 után Priestley kísérleteinek eredményét a „Kísérletek és Megfigyelések Különféle Gázokkal” (Experiments and Observations on Different Kinds of Air) címet viselő hatkötetes munkájában tette közzé. Priestley felfedezései nagy figyelmet keltettek a korabeli európai tudományos életben. Thomas Beddoes (1760–1808) angol filozófus, orvos és tanár, aki Priestley kollégája és hozzá hasonlóan a Lunar Society (Hold Társaság) tagja volt, a felfedezések hatására és korábban gyógyíthatatlannak tartott betegségek (mint az asztma vagy a gümőkór) kezelésének reményében alapította meg Pneumatic Institution nevű intézményét 1798-ban Bristolban, ahol különféle gázok belélegzésén alapult a kezelés. Beddoes Humphry Davy orvos-kémikust (1778–1829) tette meg az intézmény vezetőjének és felfogadta a gőzgép feltalálóját, James Wattot (1736–1819), hogy a gázok előállításban segédkezzen.
A Pneumatic Institutionban végzet kísérletei során fedezte fel Davy a dinitrogén-oxid anesztetikus és analgetikus hatását. Davy, aki először alkotta meg a "nevetőgáz" kifejezést, 1799-ben publikálta kísérleteinek eredményeit a „Kémiai és filozófiai kutatások a dinitrogén oxiddal és belélegzésével kapcsolatban” (Researches, chemical and philosophical–chiefly concerning nitrous oxideand its respiration). Davy elsősorban kémikus és felfedező volt, de ennek ellenére elsőként vetette fel, hogy a gáz fájdalomcsillapító, érzéstelenítő tulajdonságait a gyógyászatban is hasznosítani lehetne:

„"Mivel a dinitrogén-oxid kiterjedt használata eltörölni látszik a fájdalmat, elképzelhető, hogy haszonnal lehetne alkalmazni olyan műtéti eljárások során, amelyek nem járnak nagy vérveszteséggel."”

### 19. század

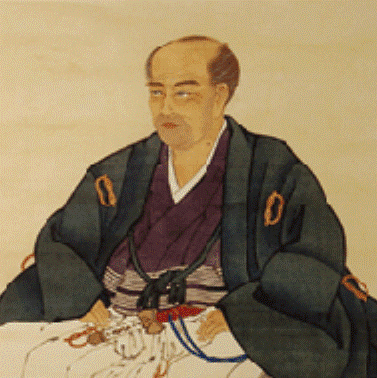
Hanaoka Szeisú (Hanaoka Seishū), a 18. és a 19. század fordulóján élt japán sebész

Hanaoka Szeisú (華岡 青洲, 1760–1835) japán sebész az Edo-korban, Oszakában élt. Egyaránt tanulmányozta a régi kínai gyógynövények felhasználási módját és a nyugati orvostudományt. 1785 körül Hanaoka elhatározta, hogy megkísérli előállítani egy, a Hua Tuo által használt "mafeisan"-hoz hasonló tulajdonságokkal rendelkező anyagot. Hosszú évekig tartó kutatások és kísérletezések után előállított egy anyagot, amit tsūsensan-nak nevezett (alternatív elnevezése a mafutsu-san). Hua Tuo-hoz hasonlóan ez a keverék is számos gyógynövénykivonatot tartalmazott, többek között:
- 2 rész bai zhi (白芷，Angelica dahurica – angyalgyökér);
- 2 rész cao wu (草烏，Aconitum sp. – sisakvirág);
- 2 rész chuān ban xia (Pinellia ternata – japán kontyvirág);
- 2 rész chuān xiōng (Ligusticum wallichii);
- 2 rész dong quai (Angelica sinensis – kínai angyalgyökér);
- 1 rész tian nan xing (Arisaema rhizomatum – kobraliliom)
- 8 rész yang jin hua (Datura stramonium, csattanó maszlag).

A felsorolt hét összetevőből ötről úgy gondolták, hogy Hua Tuo is felhasználta a mafeisan elkészítéséhez.
A tsūsensanról kimutatták, hogy aktív összetevői a szkopolamin, hioszciamin, atropin, akonitin és angelikotoxin. Megfelelő mennyiség elfogyasztása után a tsūsensan az általános érzéstelenítéshez hasonló állapotot eredményez, illetve a vázizomzat bénulását, paralízisét idézi elő. Hanaoka közeli barátja, Sutej Nakagava (1773–1850) 1796-ban írt egy rövid pamfletet Majaku-ko („narkotikus por”) címmel. Bár az eredeti kézirat 1867-ben egy tűzvészben megsemmisült, ebben a kiadványban adott elsőként hírt Hanaoka kutatásairól az érzéstelenítés területén.
1804. október 13-án Hanaoka egy emlőrákban szenvedő 60 éves nőn részleges masztektómiát (az emlő eltávolítása) hajtott végre, az érzéstelenítéshez tsūsensant használt. Ma ezt tekintik az első megbízható feljegyzésnek az általános érzéstelenítés alkalmazásáról a sebészetben. Hanaoka ezt követően számos operációt végzett a tsūsensan hatása alatt álló pácienseken, többek között rosszindulatú daganatok kiváságát, húgykövek eltávolítását, illetve végtagok amputálását. 1835-ben bekövetkezett halála előtt több mint 150 emlőeltávolítást végzett rákos betegeken.

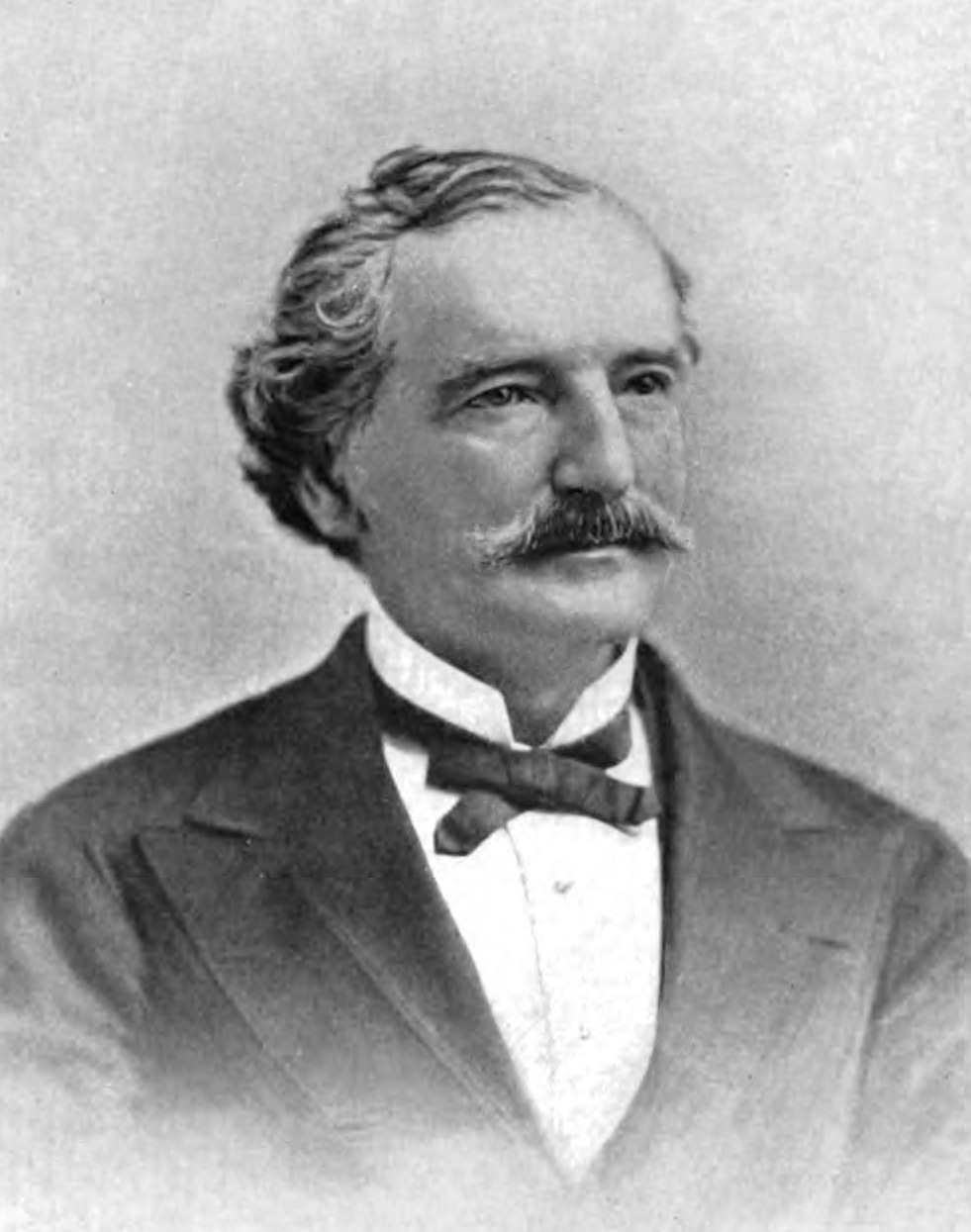
Gardner Quincy Colton, 19. századi amerikai fogorvos

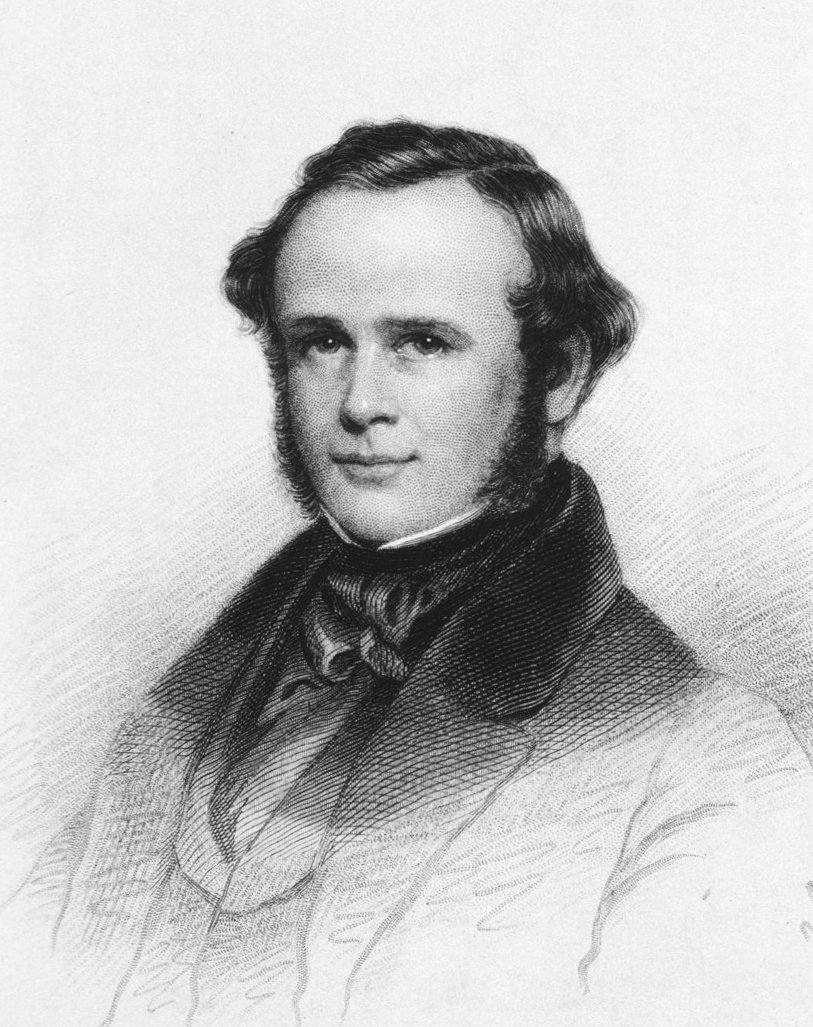
Horace Wells, 19. századi amerikai fogorvos

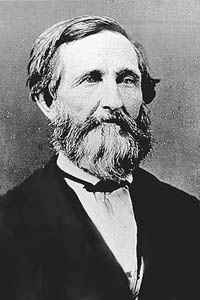
Crawford W. Long, 19. századi amerikai orvos

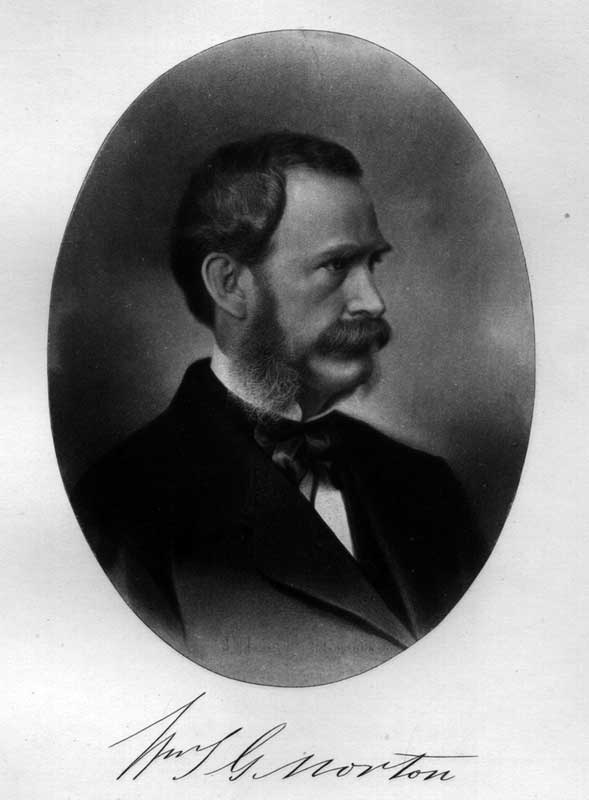
William T. G. Morton, 19. századi amerikai fogorvos

Friedrich Sertürner (1783–1841) 1804-ben elsőként állított elő ópiumból morfint, az anyagot Morfeusz, az álom görög istene után nevezte el.
Henry Hill Hickman (1800–1830) az 1820-as években a szén-dioxid felhasználásával végzett érzéstelenítési kísérleteket. Ezek során az állatokat elkábította, lényegében majdnem megfojtotta a szén-dioxid adagolásával, majd pedig a gáz hatékonyságát úgy ellenőrizte, hogy amputálta az állat egyik végtagját. Hickman kutatásainak eredményét 1824-ben terjesztette a Royal Society elé „Levél a mélyájulásról: tekintettel lehetséges felhasználásának tisztázára emberi alanyokon végzett sebészeti beavatkozások során” (Letter on suspended animation: with the view of ascertaining its probable utility in surgical operations on human subjects). 1826-ban jelent meg a levélre adott válasz a The Lancet folyóiratban „Sebészeti Humbug” (Surgical Humbug) címmel, amely kíméletlen kritikát gyakorolt Hickman tanulmánya felett. Ezután Párizsban próbált szerencsét és X. Károly francia királynak is tartott bemutatót, de hiába. Hickman négy évvel később, 30 évesen hunyt el és bár halálának idején eredményeit nem ismerték el, mára már átértékelték szerepét és az érzéstelenítés egyik meghatározó alapjának tartják: jól ismerte fel a belélegzett gáz szerepét az érzéstelenítés előidézésében, csak rossz gázt választott kísérletei során.
1818-ban írták le első alkalommal az éter narkotikus hatását. Az 1830-as évek végére Humphry Davy kísérleteinek eredményei széles körben ismertté váltak az Egyesült Államok tudományos köreiben és a tömegek körében is. Vándorelőadók járták az országot, akik nyilvános rendezvényeken ("ether frolics", kb. „éterparti”) ismertették a dietil-éter és a dinitrogén-oxid hatását és arra biztatták a közösség tagjait, hogy maguk is lélegezzék be a gázt, így demonstrálva tudatmódosító hatásukat és így szórakoztatva a közönség többi tagját. Ezeken a rendezvényeken négy, az általános érzéstelenítés szempontjából jelentős személy is részt vett: William Edward Clarke (1819–1898), Crawford W. Long (1815–1878), Horace Wells (1815–1848) és William T. G. Morton (1819–1868).
Egyetemi éveik alatt Clarke és Morton, akik osztálytársak voltak, rendszeresen részt vettek az éterpartikon. 1842 januárjában a Berkshire Medical College orvostanhallgatójaként Clarke étert adagolt egy bizonyos Miss Hobbie-nak, majd Elijah Pope eltávolította a páciens fogát. Ezzel a tettével Clarke lett az első ismert orvos az orvostudomány történetében, aki belégzéses érzéstelenítést alkalmazott egy sebészeti beavatkozás előtt. Állítólag Clarke maga nem vette komolyan az esetet, mert utána nem publikálta és nem is kutatta tovább az éter belélegzésével végzett érzéstelenítést. Az eseményt még Clarke életrajza sem említi.
Crawford W. Long a Georgia állambeli Jefferson városban praktizált, mint orvos és gyógyszerész. Az 1830-as években a Pennsylvaniai Egyetem orvostanhallgatójaként megfigyelte és részt is vett az éterpartikon. Longnak feltűnt, hogy a gázt belélegzők közül egyesek horzsolásokat, ütődéseket szereztek, de nem tudták felidézni, hogy pontosan mi is történt velük. Feltételezése szerint az éternek hasonló fiziológiai és farmakológiai hatása van, mint a dinitrogén oxidnak. Ebből a feltételezésből kiindulva, 1842. március 30-án étert lélegeztetett egy James Venable nevű páciensével, majd ezután eltávolított egy rosszindulatú daganatot a nyakából. Long később egy másik, hasonló műtétet is elvégzett Venable-n, amikor szintén daganatot távolított el érzéstelenítés alatt. Orvosi praxisában ezután rendszeresen alkalmazta az étert, többek között végtagok amputálásakor és a gyermekszülés alatt fájdalom csökkentésére. Azonban eredményeit, tapasztalatait csak 1849-ben publikálta, és ezzel magát fosztotta meg a jogosan járó elismeréstől.
1844. december 10-én Gardner Quincy Colton nyilvános bemutatót tartott a dinitrogén-oxid hatásáról a Connecticut állambeli Hartfordban. Az egyik résztvevő, Samuel A. Cooley súlyos lábsérülést szenvedett a gáz hatása alatt, de láthatóan észre se vette a sérülést. A közönség soraiban tartózkodott még Horace Wells, egy helyi fogorvos, aki azonnal megértette a dinitrogén-oxid érzéstelenítő hatásának jelentőségét. A rákövetkező napon Wells komoly fogsebészeti beavatkozáson esett át fájdalom nélkül, a Colton által adagolt dinitrogén-oxidnak köszönhetően. Wells ezután saját fogászati praxisában is alkalmazni kezdte a gázt, és a rákövetkező hetekben sorra végzett fájdalommentes fogeltávolításokat páciensein.
William T. G. Morton egy időben Wells tanítványa, később pedig üzleti partnere volt, aki egyetemen William Edward Clarke évfolyamtársa volt. Morton megszervezte, hogy Wells a Massachusetts General Hospital-ban tarthasson bemutatót a dinitrogén-oxid hatásáról. A bemutató azonban, amelyen a neves sebész, John Collins Warren is részt vett, kudarccal végződött, mert a fog eltávolítása során a páciens egyszer csak felkiáltott a fájdalom hatására.
1846. szeptember 30-án Morton étert adagolt egy Eben Frost nevű zenetanárnak, majd utána fogeltávolítást végzett el rajta. Két héttel később Morton lett az első az orvostudomány történetében, aki nyilvános bemutatót tartott az éter felhasználásáról az általános érzéstelenítés területén – a bemutatót a Massachusetts General Hospital-ban, a ma "Ether Dome" néven ismert épületben tartották. Az 1846. október 16-án tartott demonstráción John Collins Warren egy tumort távolított el, a Morton által adagolt éter hatása alatt, egy Edward Abbott nevű páciens nyakából és állítólag a műtét után azt mondta: „Uraim, ez nem ámítás” ("Gentlemen, this is no humbug"). Az esemény híre aránylag gyorsan bejárta a világot, és alig két hónappal később sor került az első sikeres éternarkózisra európában, a londoni University College Hospitalban.
Magyarországon először Balassa János operált éteres érzéstelenítéssel 1847 februárjában.
Morton még 1847-ben publikálta eredményeit, de a publikáció megjelenésekor a Harvard egyik professzora, Charles Thomas Jackson azt állította, hogy Morton ellopta az eredményeit, amit Morton természetesen tagadott. Hosszú ideig Mortont tartották az általános érzéstelenítés úttörőjének a nyugati féltekén annak ellenére, hogy Long bemutatójára négy évvel Morton kísérletei előtt került sor. Long maga William Crosby Dawson (1798 – 1856) amerikai szenátorhoz fordult, hogy az amerikai törvényhozásban fogadtassa el elsőségét az érzéstelenítés terén.
1847-ben a skót szülész, James Young Simpson (1811 – 1870) volt az első, aki általános érzéstelenítés céljára kloroformot használt. Simpson egy arcmaszkot alakított ki dróthálóra feszített gézből és erre csepegtette a kloroformot. Korábban már kipróbálta az étert, de új érzéstelenítő anyagot keresett, mert a kellemetlen szagú éterből sokat kellett adagolni a kívánt hatás eléréséhez. A kloroformot korábban három vegyész (Samuel Guthrie, Justus von Liebig és Eugène Soubeiran) fedezte fel, egymástól függetlenül. Ezt követően a kloroform használta gyorsan elterjedt Európában, a 20. század elejétől kezdte kiszorítani az étert az Egyesült Államokban. Azonban hamarosan kiderült, hogy májkárosodást, szívritmustzavar és akár halált is okozhat helytelen alkalmazása, ezért vissza kellett térni az éterhez.
1871-ben a német Friedrich Trendelenburg (1844–1924) sebész számolt be arról, hogy az érzéstelenítő szerek adagolásához gégemetszést hajtott végre. 1880-ban a skót William Macewen (1848–1924) alternatívaként a szájon át végrehajtott intubálást alkalmazta egy, a hangszalagok ödémája következtében légzési nehézségektől szenvedő beteg esetén, az érzéstelenítést kloroformmal végezte.
Az altatógázok alkalmazásának széles körű terjedését jelzi, hogy Angliában már 1868-ban palackokból használták az oxigént és a nitrogén-oxidult.

### 20. század

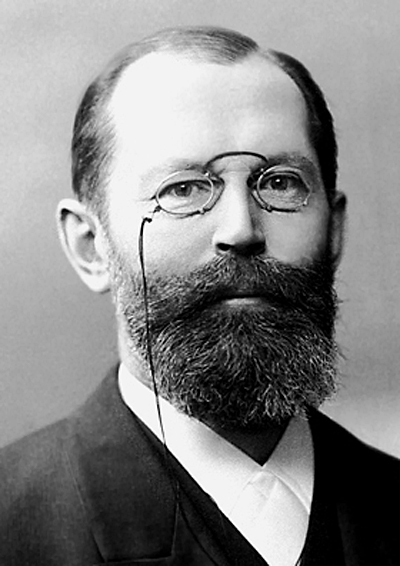
Hermann Emil Fischer, német kémikus

Az általános érzéstelenítés területén a 20. század során került sor számos jelentős áttörésre: a korábban ritkán használt eljárások (mint a gégemetszés vagy intubálás) széles körben elterjedtek, illetve új érzéstelenítő szereket fedeztek fel.
1902-ben Hermann Emil Fischer (1852–1919) és Joseph von Mering (1849–1908) német kémikusok elsőként szintetizálták a dietil-barbitursavat, amely igen hatékony, hipnotikus hatású szernek bizonyult. A szert a Bayer Pharmaceuticals „Veronal” néven kezdte forgalmazni és ezzel az első, kereskedelmi forgalomban is kapható érzéstelenítő szer lett. 1902-től egészen az 1950-es évekig használták álmatlanság ellen.
1913-ig a fej, nyak, arc és szájműtéteket általában helyi, intravénás vagy belélegzéses érzéstelenítés alatt végezték. Bár a fájdalom csillapítására ezek megfelelőek voltak, egyik módszer sem biztosította a légutak szabadon maradását, illetve nem védte meg a beteget a műtét során keletkező vér vagy váladék belélegzésétől. 1913-ban Chevalier Jackson (1865–1958) arról számolt be, hogy gégetükrözéssel igen sikeresen tudta biztosítani a légcső szabadon maradását. Jackson emellett kifejlesztett egy új műszert a gégetükrözéshez, amelynek a végén volt fényforrás, a korábbi műszerekkel ellentétben. A műszernek volt egy kicsúsztatható része is, amely utat tudott csinálni az intubálásnál használt cső vagy légcső és a hörgők vizsgálatához használt bronhoszkóp számára.
Szintén 1913-ban történt, hogy Henry H. Janeway (1873–1921) publikálta az általa kifejlesztett gégetükröző műszerrel elért eredményeit. Janeway a New York-i Bellevue Hospital Centerben volt aneszteziológus és arra a következtetésre jutott tapasztalatai alapján, hogy a gáznemű érzéstelenítő szerek lélegeztetése jelentősen javítaná a fül-orr-gégészeti beavatkozások körülményeit. Ennek érdekében kifejlesztett egy speciális gégegükröt, amely lehetővé tette a légcsőn keresztül történő intubálást. Janeway gégetüktérben is volt egy fényforrás, de az ehhez szükséges elemeket a műszer nyelében helyezte el. A légcsőbe bevezetett csövet egy rovátka tartotta a légcső közepén, míg a műszer enyhe hajlata jelentősen megkönnyítette a cső bevezetését a hangszalagok közé. Janeway műszere olyan sikeres lett, hogy más műtétek során is alkalmazni kezdték és ezért Janeway-t tartják a légcsőn keresztüli intubálás egyik úttörőjének.
Az első, introvénásan adagolható érzéstelenítő szer a tiopentál-nátrium volt, amelyet 1934-ben szintetizált az amerikai Abbot Laboratories két munkatársa, Ernest H. Volwiler (1893–1992) és Donalee L. Tabern (1900–1974). A szert először 1934. március 8-án Ralph M. Waters próbálta ki embereken, aki rövid ideig tartó eszméletvesztést és a fájdalomérzés hiányát tapasztalta. Három hónappal később már klinikai kísérletsorozatot indított John Silas Lundy a Mayo Clinic kórházban. Volwiler és Tabern 1939-ben szabadalmaztatták találmányukat.
1939-ben az atropin szintetikus megfelelőjére irányuló kutatások során véletlenül rátaláltak a meperidinre, mely eltérő szerkezete ellenére a morfinhoz hasonló hatású fájdalomcsillapító és érzéstelenítő szer. 1947-ben pedig széles körben elterjedt a metadon, amely a morfinhoz hasonló, de annál erősebb és hosszabb hatású fájdalomcsillapító és csak enyhe függőséget okoz.
Az első világháborút követően további előrelépésekre került sor a légcsőn keresztül történő érzéstelenítés terén. Az egyik jelentős újítás Sir Ivan Whiteside Magill (1888–1986) nevéhez fűződik, aki egy arc- és állkapocssérülésekkel foglalkozó kórházban dolgozott Sir Harold Gillies (1882–1960) plasztikai sebésszel és E. Stanley Rowbotham (1890–1979) aneszteziológussal. Magill dolgozta ki a páciens éber állapotában, orron át bevezetett légcső-intubáció gyakorlatát (amely műtéti szempontból szabadon hagyta a szájat és a torkot). Magill kidolgozott egy, a szülészeti fogóhoz hasonló műszert (a Magill-fogót), amely lehetővé tette az intubáló cső könnyebb bevezetését és amelyet még ma is használnak. Emellett kifejlesztett egy speciális gégetükört és számos, a gáznemű érzéstelenítő anyagok beadását elősegítő műszert.
Az első önálló anesztéziai osztályt 1936-ban hozták létre a bostoni Massachusetts General Hospital kórházban, Henry K. Beecher (1904–1976) vezetése alatt, aki emellett a Harvard Medical School-on is tanított.
A 20. század második felében számos újításra került sor a belélegzéses és az intravénás érzéstelenítés területén. Paul Janssen (1926–2003), a Janssen Pharmaceutica gyógyszeripari cég alapítója, több mint 80 gyógyszerészeti vegyületet szintetizált, többek között szinte az összes butirofenon-alapú antipszichotikus és érzéstelenítő hatású vegyületet, mint a haloperidolt (1958) és a droperidolt (1961). Ezek a hatóanyagok igen gyorsan feltűntek az általános érzéstelenítés eszköztárában. 1960-ban Janssen és csapata szintetizálta a fentanilt, amely egy erős opioid fájdalomcsillapító szer. A fentanil után következett a szufentanil (1974), alfentanil (1976),carfentanil (1976), és lofentanil (1980). Janssen és csapata szintén kifejlesztette az etomidatot (1964), amely erős intravénás fájdalomcsillapító szer.
Az 1950-es évektől kezdve terjedt el széles körben az első modern, sokáig használt párolgó inhalációs anesztetikum, a halotan, amelyet 1951-ben állítottak elő az ICI laboratóriumában. Potenciális májkárosító hatása miatt a 80-as évektől előbb az isofluran, majd a 90-es évektől a szevoflurán váltotta fel az anesztéziai gyakorlatba. A manapság leggyakrabban használt intravénás anesztetikum, a propofol 1986-ban vált bejegyzett gyógyszerré.

### 21. század

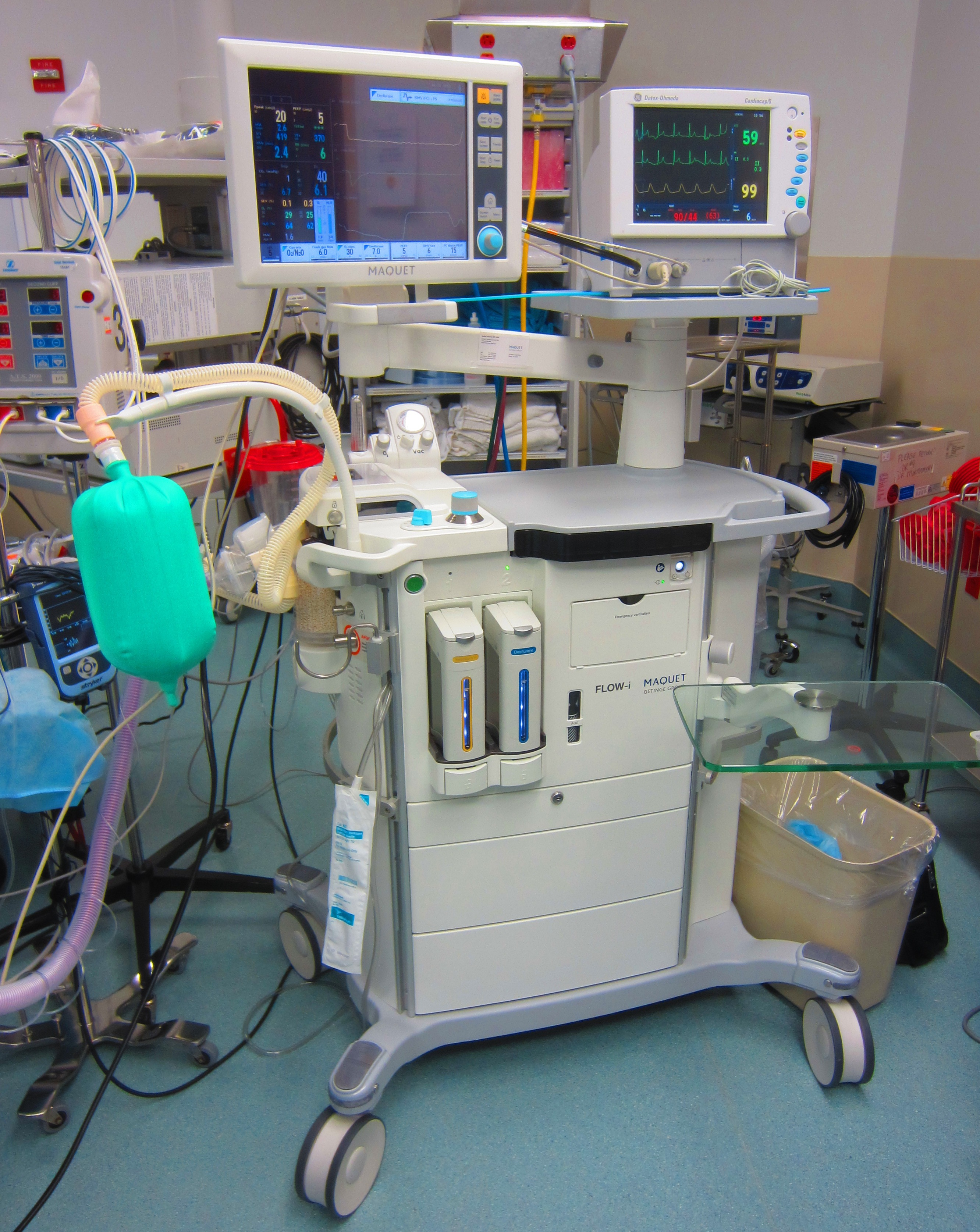
Egy modern anesztéziás készülék az érzéstelenítő szer(ek) adagolásához.

A 21. században is folytatódik az általános érzéstelenítés fejlődése mind a használt szerek, mind pedig az eszközök terén. A legújabb anesztéziás készülékek, altatógépek és munkaállomások digitális technikával szabályozzák az altató és érzéstelenítő szerek adagolását, monitorozzák a beteg életjeleit. A tracheális tubus bevezetését manapság már olyan laringoszkópok segítik, amelyek végén egy kamera található és a kamera által a légcsőről és a hangszalagokról készített képet az altatóorvos külső képernyőn követheti nyomon.
Az érzéstelenítő szerek területén kezd elterjedni a xenon, amely oxigénnel vagy levegővel keverve gyógyszerészeti és kémiai tulajdonságainak köszönhetően ideális inhalációs analgezikum. A xenon adagolását lehetővé tévő munkaállomások kezdenek elterjedni a beadagolt xenon visszanyerését és újrahasznosítását lehetővé tévő technikák következtében.

## Kapcsolódó szakirodalom
- Goldsmith, WM (1945). „Trepanation and the 'CatlinMark'”. Am J Antiquity 10 (4), 348–52. o. DOI:10.2307/275576. JSTOR 275576.
- Guerra Doce, E (2006). „Evidencias del consumo de drogas en Europa durante la Prehistoria” (spanyol nyelven). Trastornos Adictivos 8 (1), 53–61. o. [2008. május 15-i dátummal az eredetiből archiválva]. DOI:10.1016/S1575-0973(06)75106-6. (Hozzáférés: 2010. november 14.)
- Gurlt, EJ. VI: Volkschirurgie in Japan in alter und neuerer, Geschichte der Chirurgie und ihrer Ausübung (német nyelven). Berlin: Verlag von August Hirschwald, 83. o. (1898). Hozzáférés ideje: 2010. november 14.
- Hrdlicka, A (1939). „Trepanation among prehistoric people, especially in America”. Ciba Symp 1 (6), 170–7. o.
- Matsuki, A (2005). „A brief history of the biographical study of Seishu Hanaoka” (japán nyelven). Nihon Ishigaku Zasshi (Journal of the Japanese Society for Medical History) 51 (3), 355–84. o. ISSN 0549-3323. PMID 16450478. (Hozzáférés: 2010. november 14.)
- Matsuki, A (2006). „Why did Hanaoka's Method of Anesthesia Decay Rapidly at the End of the Edo Period?” (japán nyelven). Nihon Ishigaku Zasshi (Journal of the Japanese Society for Medical History) 52 (1), 40–1. o. ISSN 0549-3323.
- Ruffer, MA (1918). „Studies in paleopathology. Some recent researches on prehistoric trephining”. Journal on Pathology and. Bacteriology 22, 90–104. o.
- Stewart, TD. Stone Age skull surgery. A general review with emphasis on the New World, Smithsonian Annual Report of the Board of Regents, 1957, 469–91. o. (1958)
- Arashiro Toshiaki, Ryukyu-Okinawa Rekishi Jinbutsuden, Okinawajijishuppan, 2006 p66 ISBN 978-4-903042-04-6
- Reevaluation of surgical achievements by Tokumei Takamine. Matsuki A. Masui. 2000 Nov;49(11):1285-9. Japanese.
- The secret anesthetic used in the repair of a hare-lip performed by Tokumei Takamine in Ryukyu. Matsuki A. Nippon Ishigaku Zasshi. 1985 Oct;31(4):463-89. Japanese.